# Joseph Beal Steere
Joseph Beal Steere (Lenawee County, Michigan in  de Verenigde Staten,  9 februari 1842 -   Ypsilanti, Michigan, 7 december 1940) was een  Amerikaanse ornitholoog.

## Biografie
Steere werd geboren in Rollon Township in 1842. In 1864 ging hij naar Universiteit van Michigan. In 1870 behaalde hij een graad (Bachelor of Arts) in de rechtsgeleerdheid, maar zijn belangstelling ging vooral uit naar natuurlijke historie. Kort na het afstuderen maakte hij een grote reis om archeologische, plant- en dierkundige specimens te verzamelen voor het natuurhistorisch museum van de universiteit. Een neef van zijn moeder gaf financiële steun voor deze reis. Steere verbleef anderhalf jaar in het Amazonegebied. Daarna stak hij de Andes over en verzamelde verder in Peru. Vervolgens voer hij naar Formosa (China) waar hij tussen 1870 en 1873 verbleef. Tussen 1874 en 1875 verzamelde hij op de Filipijnen en de Molukken. Uiteindelijk keerde hij na vijf jaar terug via het Suezkanaal, Londen en Liverpool. Daarna, in 1879, leidde hij een wetenschappelijke expeditie naar Brazilië en in 1887/88 bezocht hij opnieuw de Filipijnen.
In 1875 kreeg hij een eredoctoraat van de Universiteit van Michigan en werkte daar tussen 1876 en 1877 als universitair docent in de paleontologie en tussen 1877 en 1879 als docent paleontologie en zoölogie en tussen 1879 en 1881 als hoogleraar in de zoölogie en museumconservator en tussen 1881 en 1894 als hoogleraar in de zoölogie.
De door hem vergaarde collectie bedraagt 20.000 specimens. Steere beschreef 16 nieuwe soorten vogels waaronder de noordelijke zilverdwergijsvogel (Ceyx flumenicola), mindoroneushoornvogel (Penelopides mindorensis) en de  samarneushoornvogel (Penelopides samarensis). Als eerbetoon is een aantal vogelsoorten naar hem vernoemd zoals Steere's pitta (Pitta steerii).

## Publicaties
- Steere, J. B., 1890. A List of Birds and Mammals Collected by the Steere Expedition to the Philippines, with New Species.
- Steere, J. B., 1903. Narrative of a visit to Indian tribes of the Purus River, Brazil. A. Rept. U. S. natl Mus., Washington, D. C. 1903: 359-393.
- Steere, J. B., 1927. The archeology of the Amazon. Univ. Michigan off. Publs 29 (9, Pt. 2): 20-26.
- Steere, J. B., 1949. Tribos do Purus. Sociologia, São Paulo 11 (2): 64-78, 212-222.

- Gemeinsame Normdatei: 129337161
- International Standard Name Identifier: 0000 0000 8412 3219
- Library of Congress Control Number: no2007120169
- Nederlandse Thesaurus van Auteursnamen: 344464628
- SNAC: w6xd3s57
- Système universitaire de documentation: 139211322
- Virtual International Authority File: 115338996
- WorldCat: E39PBJcgCwYqCr8vbD6jMHPfbd